# Thorunna furtiva
Thorunna furtiva Bergh, 1878  è un mollusco nudibranchio della famiglia Chromodorididae.